# Gürzenich

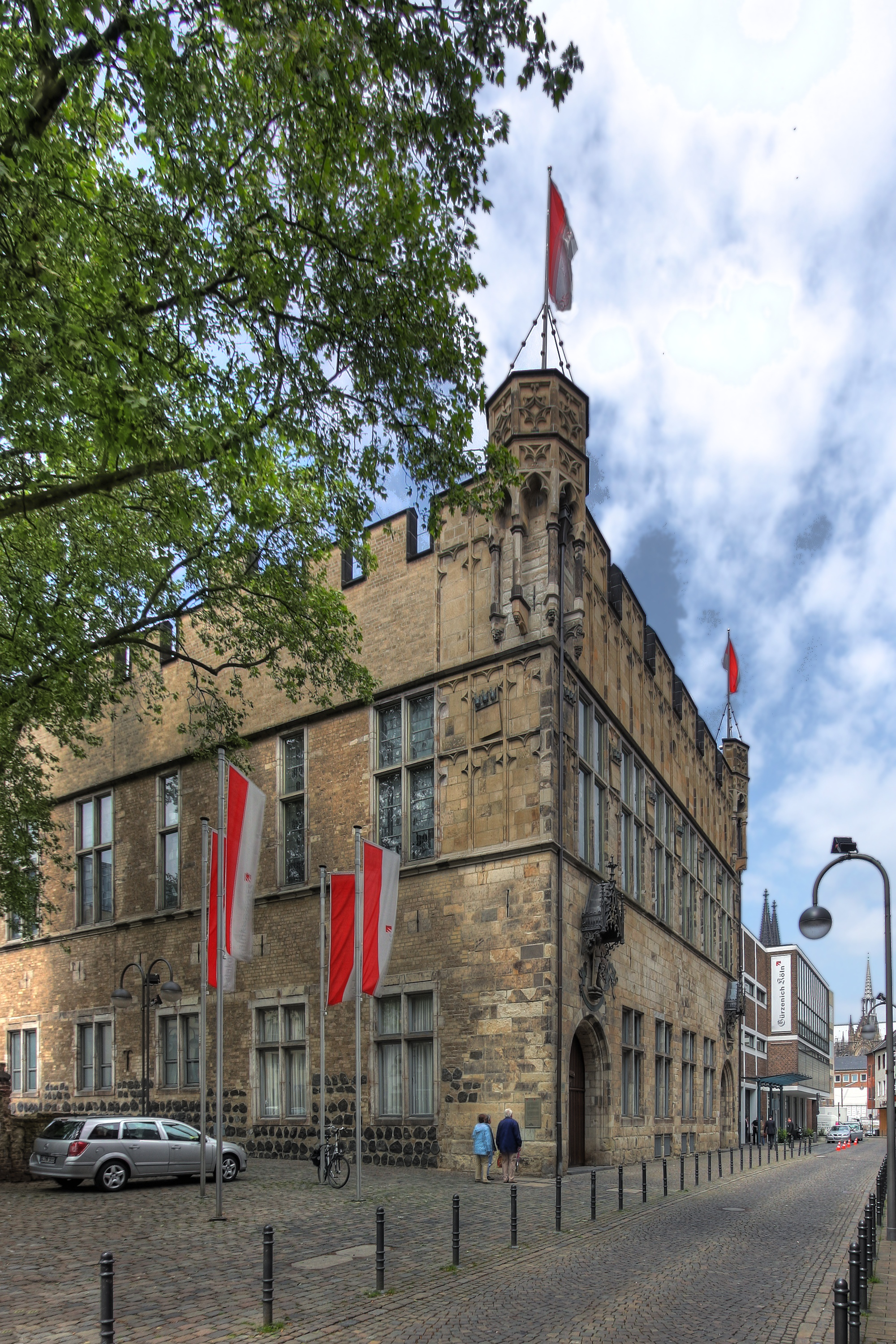
Außenansicht des Gürzenich, 2009

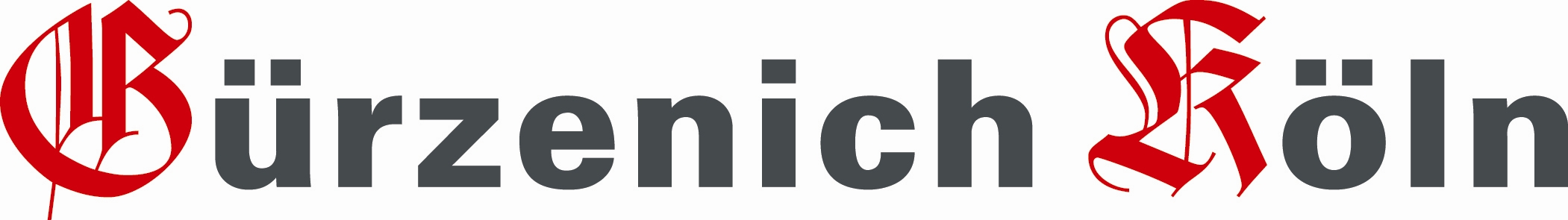
Logo

Der Gürzenich ist eine Festhalle im Zentrum der Kölner Altstadt. Namensgebend ist die Patrizierfamilie von Gürzenich, auf deren Grundstück das Profanbauwerk im 15. Jahrhundert errichtet wurde. Seit Anfang des 19. Jahrhunderts wird der Gebäudekomplex für Konzerte, Kongresse, Gesellschafts- und Kulturveranstaltungen genutzt.

## Geschichte

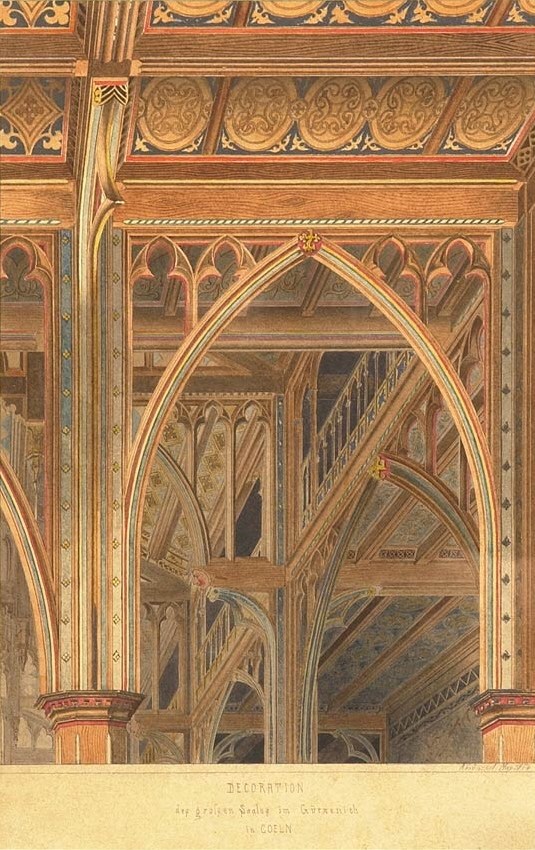
Dekoration im Großen Saal vor der Zerstörung, Aquarell, 1874

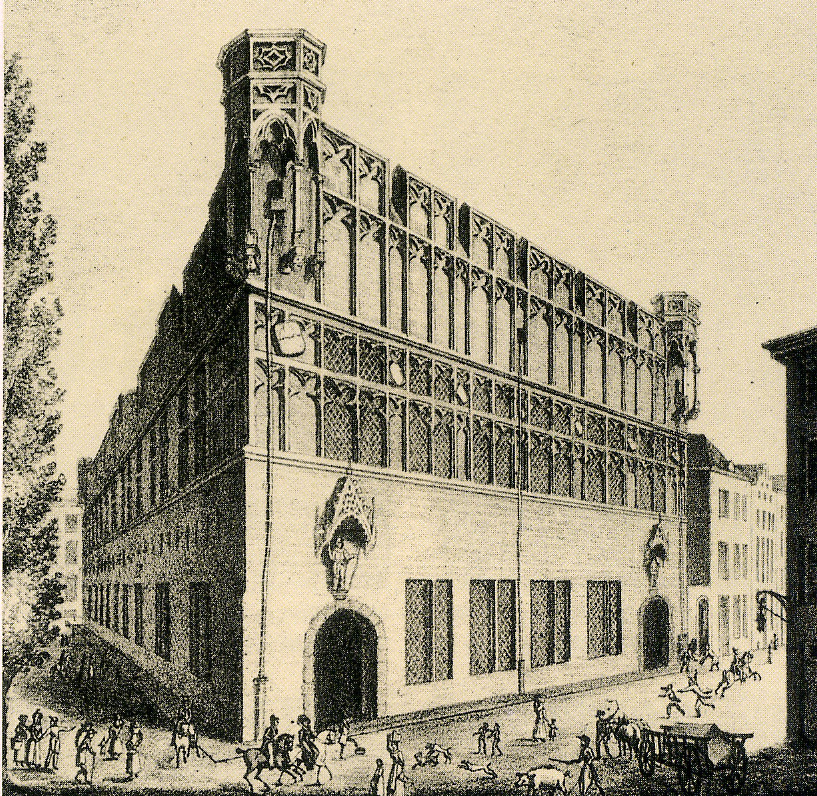
Zeichnung, Beginn 19. Jahrhundert

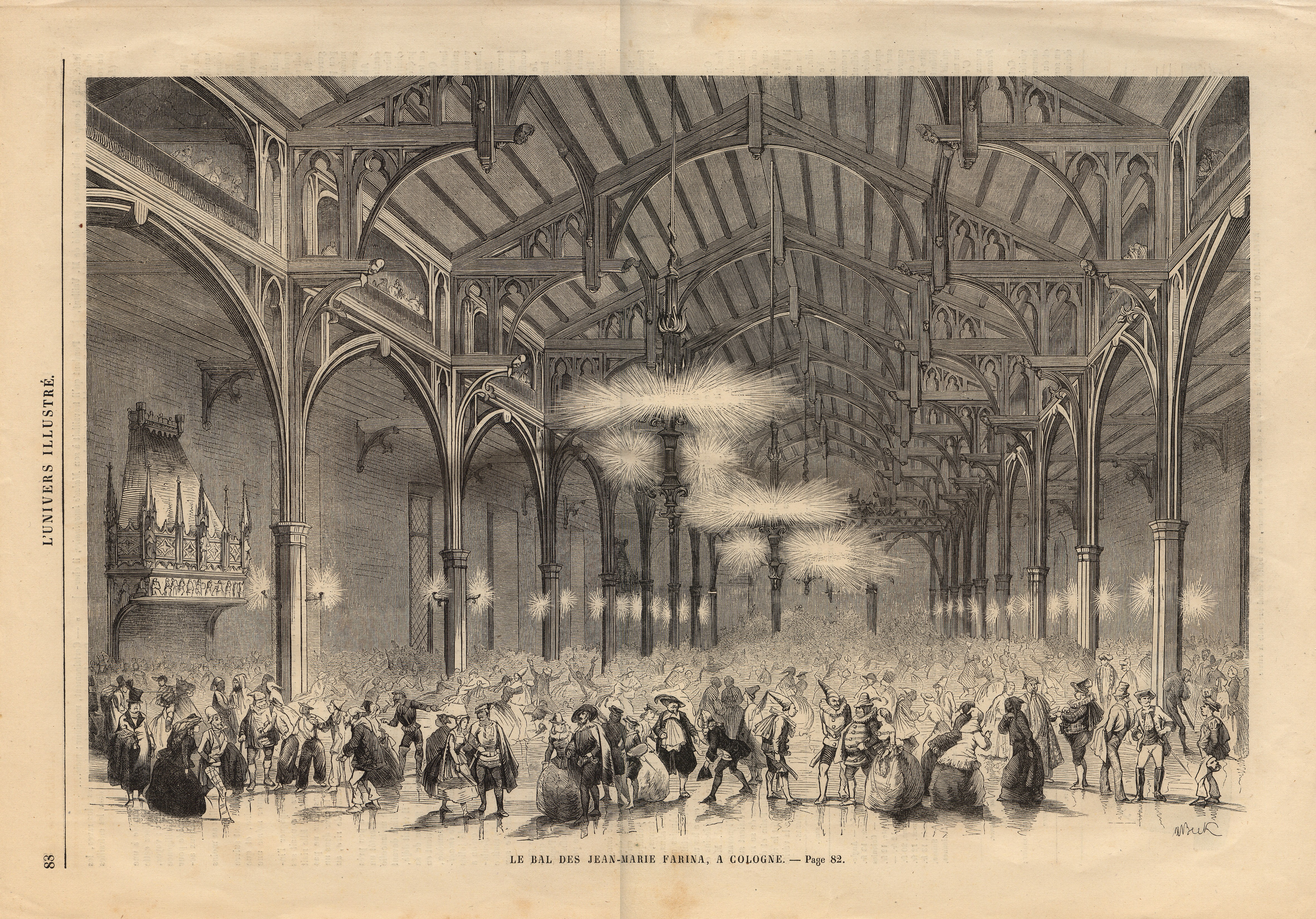
Ball von J. M. Farina im Gürzenich, 1861

Der Saal als Veranstaltungsort der Kölner „Blumenspiele“, 1899

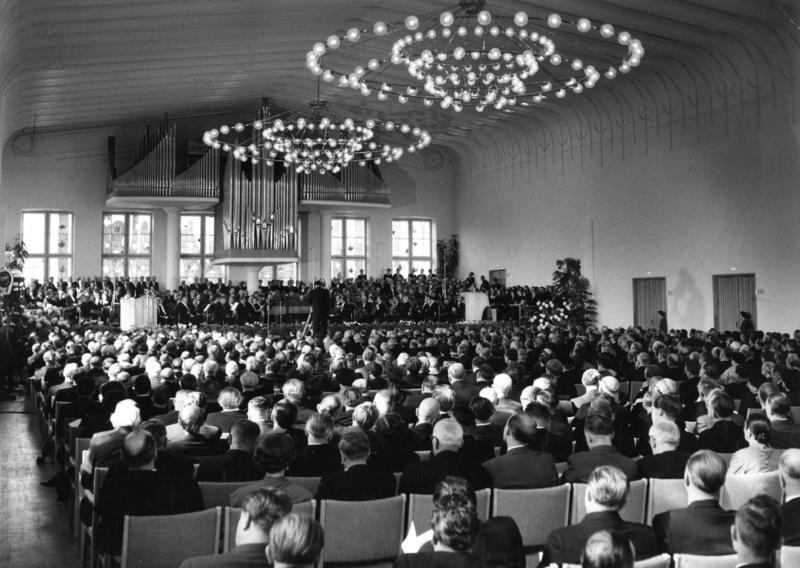
Eröffnung, 2. Oktober 1955

Das Saalgebäude des Gürzenich wurde von 1441 bis 1447 als spätgotischer Festsaalbau für 80.000 Gulden errichtet. Als Erbauer gilt Johann von Bueren, der 1438 in Köln als „Steinmetzer“ genannt wird und seit 1443 als Werkmeister „unser heren vamme raede“ („unserer Herren vom Rat“) tätig war. Es handelt sich um einen zweischiffigen Bau mit Zwillingsdach und Dachhäuschen an Walm und Satteldachflächen unter Verwendung von Drachenfelser Trachyt.
Die Steine für den Bau des Gürzenich stammen von einem Steinbruch am Drachenfels im Siebengebirge. Dort wurde der Trachyt abgebaut und mithilfe von Schiffen auf dem Rhein nach Köln transportiert.
Von Anfang an hatte das Bauwerk die Funktion eines städtischen Festhauses (Tanzhaus) für verschiedenste Veranstaltungen: Zum einen wurden die Ehrengäste der Stadt Köln im Festsaal empfangen, zum anderen wurden die Räumlichkeiten Adligen und „hohen“ Bürgern für öffentliche und private Feierlichkeiten zur Verfügung gestellt. Zu prächtigen Empfängen luden 1474 Kaiser Friedrich III. und 1486 der römisch-deutsche König und spätere Kaiser Maximilian I., der hier 1505 einen Reichstag abhielt. Auch Kaiser Karl V. kam 1520 nach seiner Königskrönung in Aachen nach Köln. Anlässlich des Kurfürstentages bot der Gürzenichsaal 1531 für fast drei Jahrhunderte zum letzten Mal ein prunkvolles Bild, denn mit der schwindenden Größe des reichsstädtischen Kölns waren auch die Gürzenich-Festlichkeiten zunächst zu Ende.
Ab etwa 1645 wurde das Gebäude vorübergehend als Kauf- und Warenhaus genutzt. Am 29. Februar 1788 wurde der Kölner Bankier Abraham Schaaffhausen zum Kommissar des Kaufhauses ernannt. Als in den 1820er Jahren die mittelalterliche Festhaustradition wiederbelebt wurde, erhielt der Gürzenich den Stellenwert als wichtigste Kölner Veranstaltungsadresse zurück. Zu den populärsten Festen gehörten auch damals schon die Karnevalsveranstaltungen: Bereits ein Jahr vor der Gründung des „Festkomitee Kölner Karneval“ tanzte man 1822 im Gürzenichsaal auf Maskenbällen.
Auf der Generalversammlung des Kölner Arbeitervereins vom 4. Juni 1848 trug Ferdinand Freiligrath sein Gedicht Trotz alledem vor.
Am 19. März 1849 fand anlässlich des Jahrestages der Berliner Barrikadenkämpfe von 1848 im Gürzenich ein Festbankett mit über 5000 Menschen statt, die größte Kölner Revolutionsveranstaltung überhaupt und – wie vielfach hervorgehoben –, zur Hälfte von Frauen besucht. Die Versammlung leitete Karl Schapper.
Von 1857 bis zur Fertigstellung der Kölner Philharmonie 1986 veranstaltete die Cölner Concert-Gesellschaft im Gürzenich ihre Konzertreihe. Hieraus gingen die später regelmäßig stattfindenden Gürzenich-Konzerte sowie der Gürzenich-Chor und das Gürzenich-Orchester hervor. Unter anderem wurden hier Johannes Brahms’ Konzert für Violine, Violoncello und Orchester (am 18. Oktober 1887), Richard Strauss’ Till Eulenspiegels lustige Streiche (5. November 1895) und Don Quixote (8. März 1898) sowie Gustav Mahlers Symphonie No. 5 (18. Oktober 1904) uraufgeführt.
Wegen der zunehmend kulturellen Nutzung musste mehr Platz für Veranstaltungen geschaffen werden: Im November 1851 wurde ein Bauplan vorgelegt, der auch den Kauf des „Herren-Brauhauses“ (Martinstraße 33) zwischen Gürzenich und der Kirche St. Alban vorsah, um dort ein neues Gebäude zu errichten und mit dem Gürzenich zu verbinden. Zwischen April 1855 und November 1857 erhielt der Bau deshalb durch den Stadtbaumeister Julius Carl Raschdorff einen aufwändigen, stilistisch angepassten Anbau im neugotischen Baustil mit einem großen Treppenhaus und dem „Isabellensaal“. Der spätgotische Saal musste einem dreischiffigen historistischen Festsaal weichen, der 1885 fertiggestellt wurde.
Die Stadtverordneten hatten 1881 beschlossen, den historischen Festzug zur Kölner Stadtgeschichte, der zum Ende des Kölner Dombaus im Oktober 1880 stattgefunden hatte, als Wandgemälde mit einer Gesamtlänge von 53 Metern im Gürzenich der Nachwelt zu erhalten. Die Maler Wilhelm Beckmann, Fritz Roeber, Ernst Roeber, Albert Baur, Wilhelm Camphausen und Adolf Schmitz erstellten die Entwürfe und malten den Festsaal mit dem 53 Meter langen Fries aus. Am 18. Oktober 1875 konnte nach einem Umbau im Erdgeschoss die Kölner Börse einziehen; sie blieb dort bis 1922. 1928 gründete sich hier die Katholische Arbeiter-Internationale, ein Vorläufer der Christlich-Demokratischen Arbeitnehmerschaft.
Im Zweiten Weltkrieg wurde das Haus bei der Operation Millennium fast vollständig zerstört und zwischen 1952 und 1955 unter der Leitung des Architekten Rudolf Schwarz wieder aufgebaut; die Einweihung fand am 2. Oktober 1955 statt. Der Anbau sowie die Gestaltung der Innenräume im Stil der damaligen Zeit wurden nach Plänen von Karl Band und Rudolf Schwarz ausgeführt. Seitdem bilden der Gürzenich und die benachbarte Kirchenruine von St. Alban eine untrennbare Einheit. Seit dem 16. Januar 1959 wird das Kölner Dreigestirn im Gürzenich proklamiert.
1986 zog das Gürzenich-Orchester in die Kölner Philharmonie um, so dass neue Nutzungsmöglichkeiten für das Gebäude entstanden. Als neue Betreiberin wurde 1994 die KölnKongress GmbH (heute: Koelncongress) gegründet, an der die Stadt Köln mit 51 % und die Koelnmesse zu 49 % beteiligt sind. Von 1996 bis 1997 erfolgte eine umfassende Modernisierung und Restaurierung, insbesondere wurde die technische Ausstattung auf den neuesten Stand gebracht und ein gläserner Außenaufzug installiert. Dies geschah unter weitgehender Wahrung und konservatorischer Behandlung der denkmalgeschützten Bausubstanz. Im September 1997 wurde er feierlich als der „4. Gürzenich“ wiedereröffnet. Der Gürzenich wurde im Juni 1999 weltweit als Tagungsort des Weltwirtschaftsgipfels G8 bekannt.
Bis Dezember 2002 trug ein Intercity-Zugpaar den Namen Gürzenich. (IC 704/705 Köln – Hamburg-Altona)

## Heutige Nutzung
Der Gürzenich wurde als Austragungsort von Sitzungen der Kölner Karnevals-Vereine überregional bekannt. Es stehen fünf Räume mit maximal 1.338 Sitzplätzen zur Verfügung. Auch das Gürzenich-Orchester und der Gürzenich-Chor sind über die Stadtgrenzen hinaus bekannt.
Deutschlandweit ist der Gürzenich durch Fernsehübertragungen des WDR bekannt, der eine Karnevalssitzung aus dem Großen Festsaal aufzeichnet, die alljährlich durch die „Gemeinnützige Gesellschaft des Kölner Karnevals mbH“ veranstaltet wird. Daneben findet eine Vielzahl von weiteren Karnevalsveranstaltungen wie etwa die Prinzenproklamation statt.
Außer diesen Veranstaltungen wird der Gürzenich für offizielle Empfänge, große Feierlichkeiten und Gesellschafts- und Kulturveranstaltungen, Kongresse sowie kleinere Börsen und Ausstellungen genutzt: Beispielsweise hielten hier am 3. und 4. Juni 1999 der EU-Gipfel und der Weltwirtschaftsgipfel (G8) ihre Konferenzen ab.
Durchschnittlich finden hier im Jahr etwa 250 Kongresse, Konferenzen, Tagungen, Ausstellungen, Märkte, Konzerte, Karnevals- und Gesellschaftsveranstaltungen statt, zu denen zusammen ca. 170.000 Besucher kommen.

## Räume und Kapazitäten

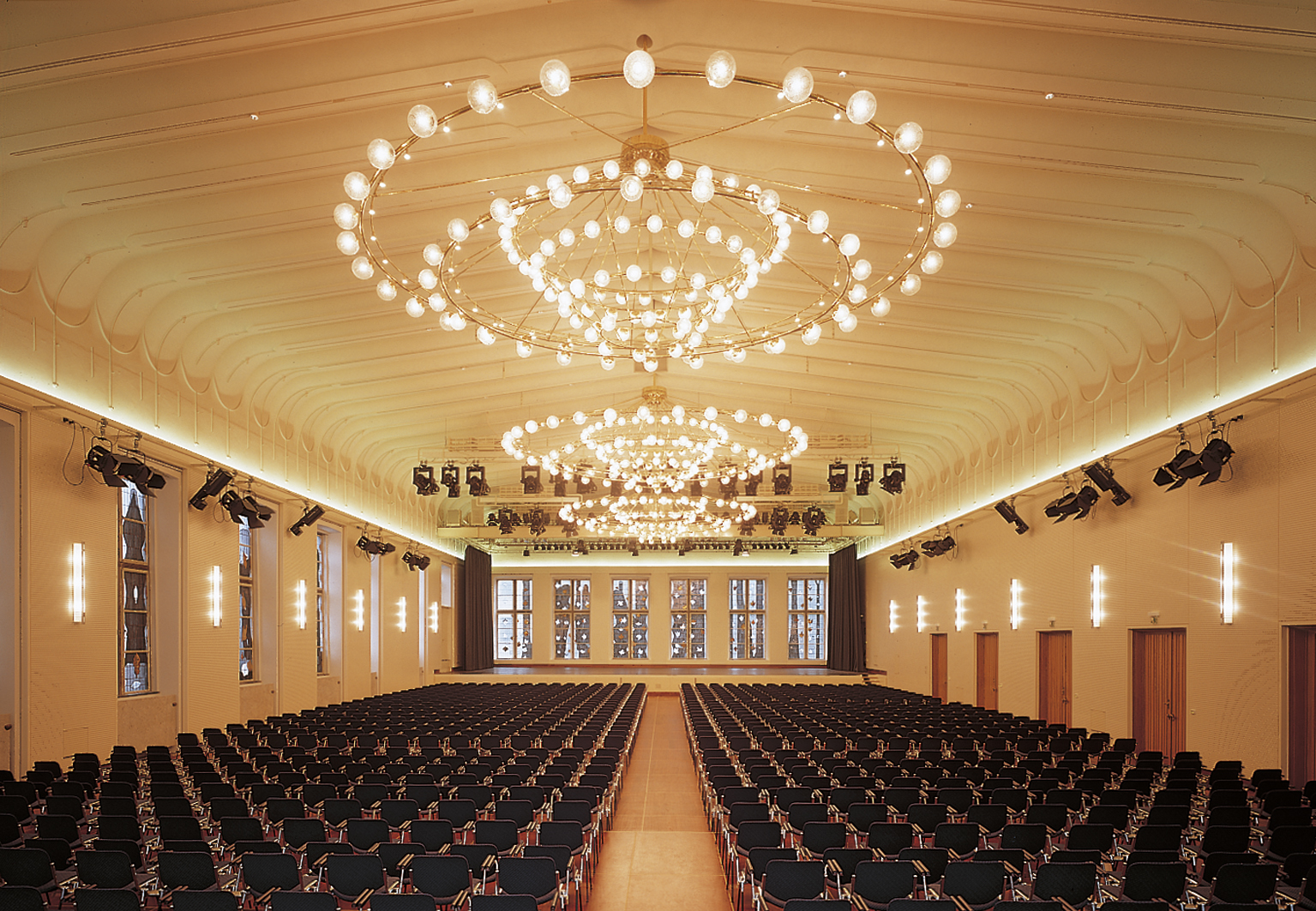
Großer Saal
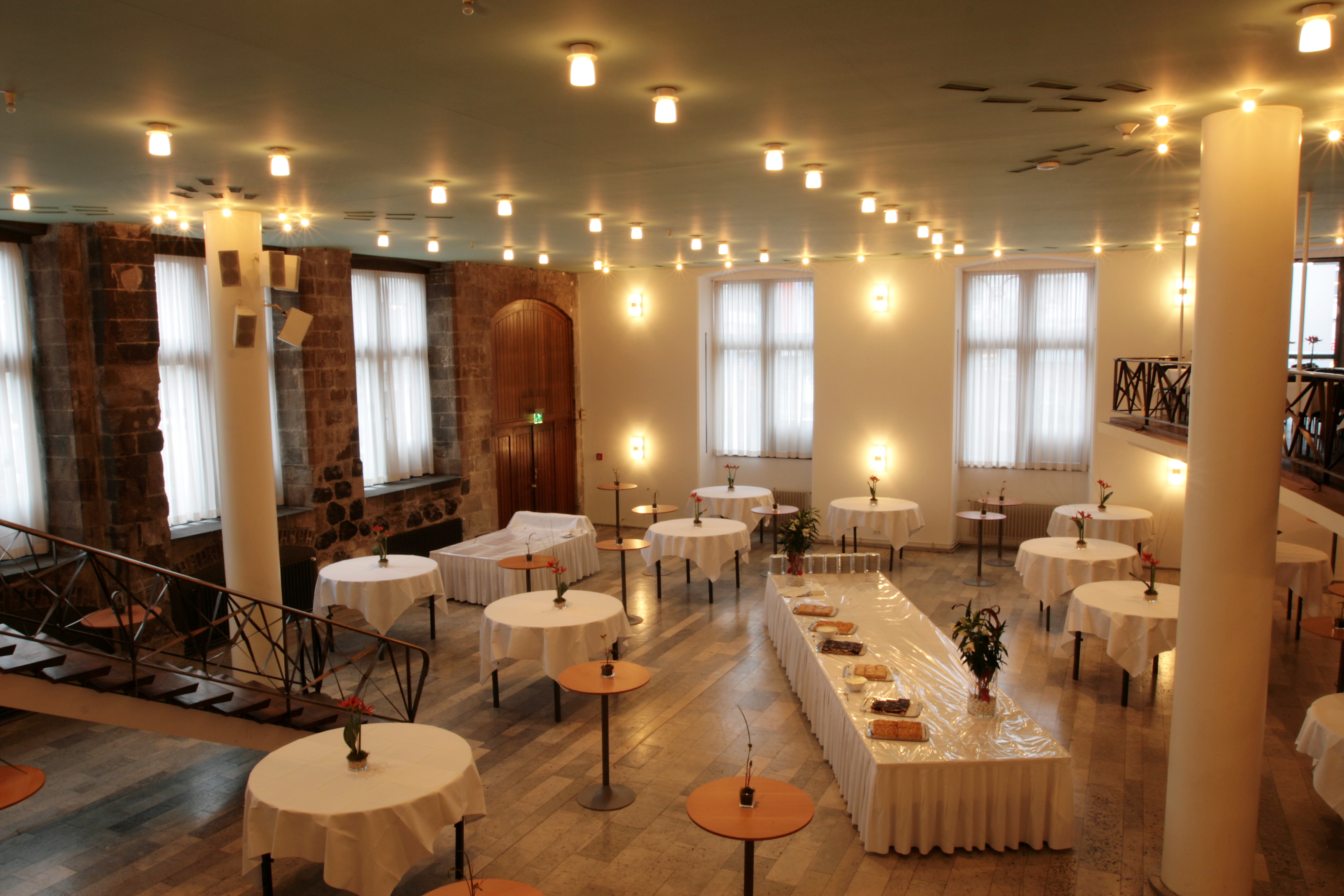
Marsiliussaal, benannt nach einem römischen „Hauptmann Marsilius“, welcher die Stadt vor der Belagerung durch den römischen Kaiser Aulus Vitellius gerettet haben soll
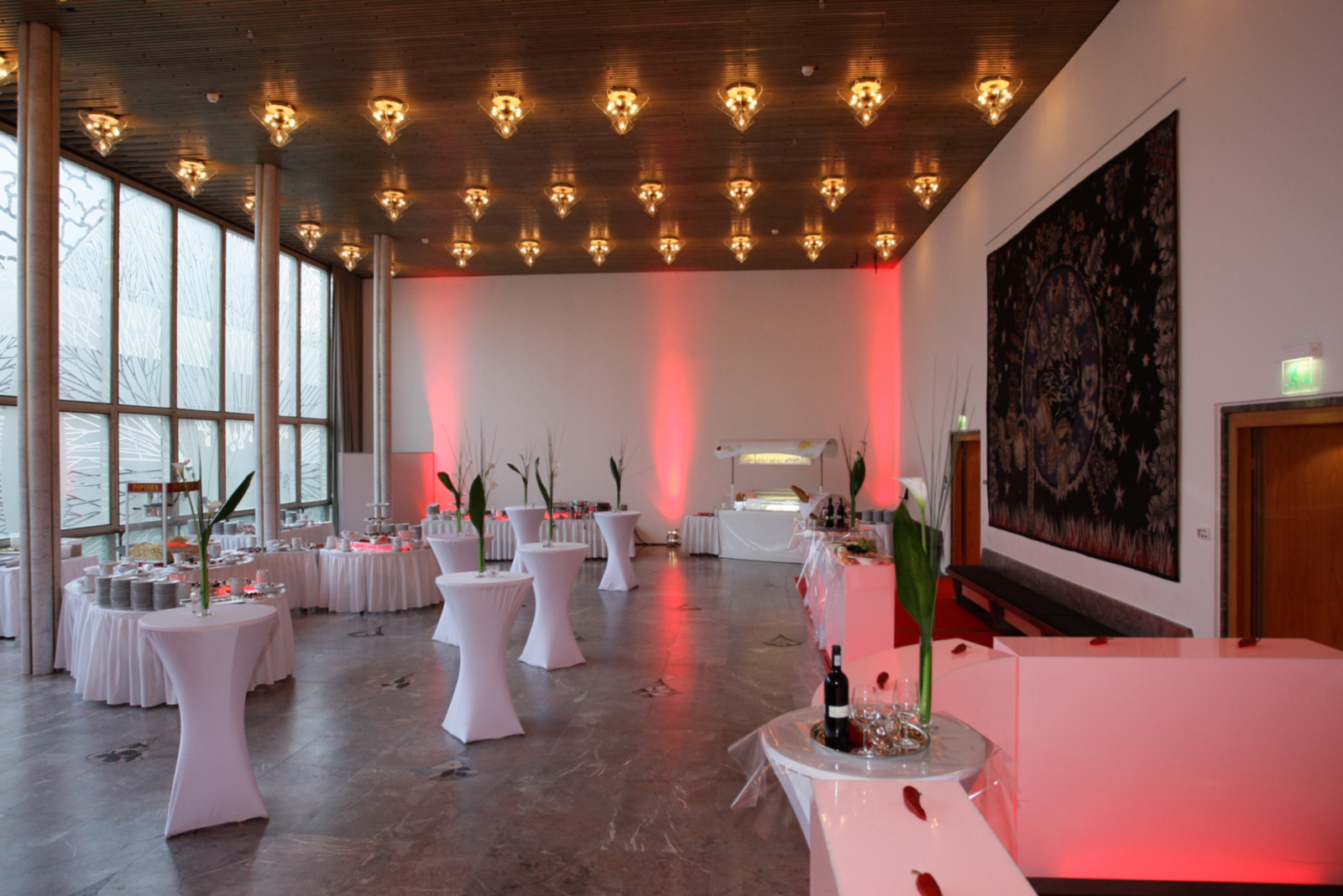
Isabellensaal, benannt nach Isabella von England

- Großer Saal: 1113 m², für 780–1338 Personen
- Kleiner Saal: 575 m², für 400–490 Personen
- Isabellensaal: 211 m², für 190–250 Personen
- Marsiliussaal: 303 m², für 230–266 Personen
- Weinkeller: 390 m², für 220–350 Personen
- Ratsstube: 141 m², für 110–150 Personen
- Erdgeschossfoyer: 690 m²
- Saalfoyer: 440 m²
- Gastronomie: bis zu 3.000 Personen